# Nectandra angusta
Nectandra angusta,  canelo, laurel amarillo  es una especie botánica de planta en la familia de las Lauraceae. 
Es endémica de Bolivia y de Argentina.  Registrada en tres localidades en las estribaciones este de los Andes, al sur y centro de  Bolivia.  Está muy relacionada con N. longifolia, que está más distribuida en la misma región.; se ubica en los estratos entre 1.000 y 3.000; y en Argentina en la región de la selva de las Yungas, en el bosque freatofítico boliviano-tucumano en conjunción con nogal Juglans australis

## Descripción
Es un árbol que alcanza 25 m de altura, fuste cilíndrico, corteza grisácea oscura, lisa; copa mediana, follaje verde intenso, hojas simples, elípticas 

## Usos
Tiene una madera poco durable a la imtemperie, amarilla, con vetas oscuras, su peso específico a 12 % de humedad  es de 530 kg/m³.
Apta para parqués, enchapados, embalajes, y construcciones.